# Eiheiji
Eiheiji (japanska: 永平寺町?, Eiheiji-chō) är en landskommun (köping) i Fukui prefektur i Japan.  Kommunen har fått sitt namn efter templet Eihei-ji. Kommunen bildades 2006 genom en sammanslagning av kommunerna Matsuoka och Kamishihi.